# Am Wall (Güstrow)

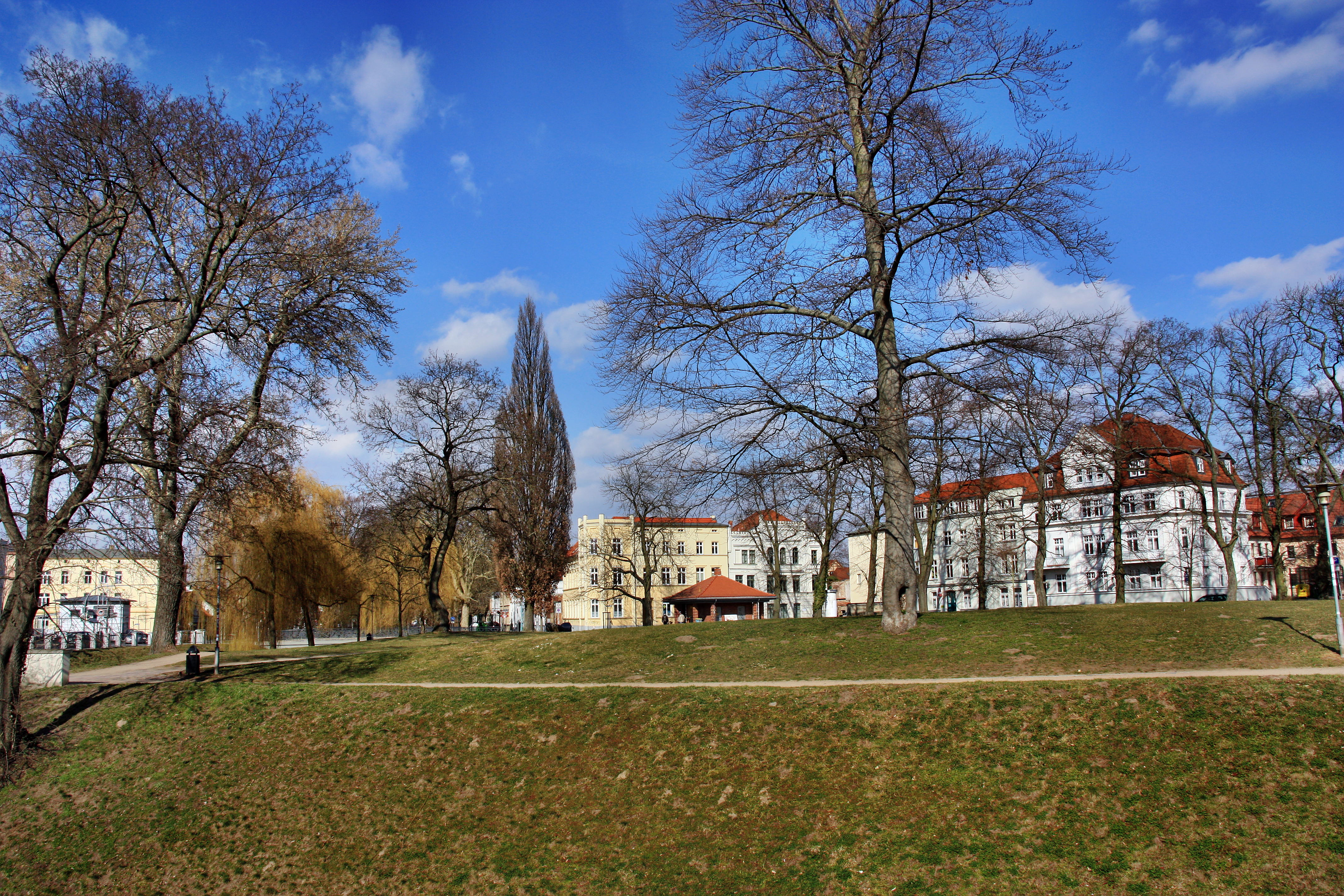
Wallanlage

Die historische Straße Am Wall in Güstrow liegt in der westlichen Altstadt. Sie führt oberhalb der Wallanlagen in Nord-Süd-Richtung von der Hageböcker Straße bis zum Domplatz.

## Nebenstraßen

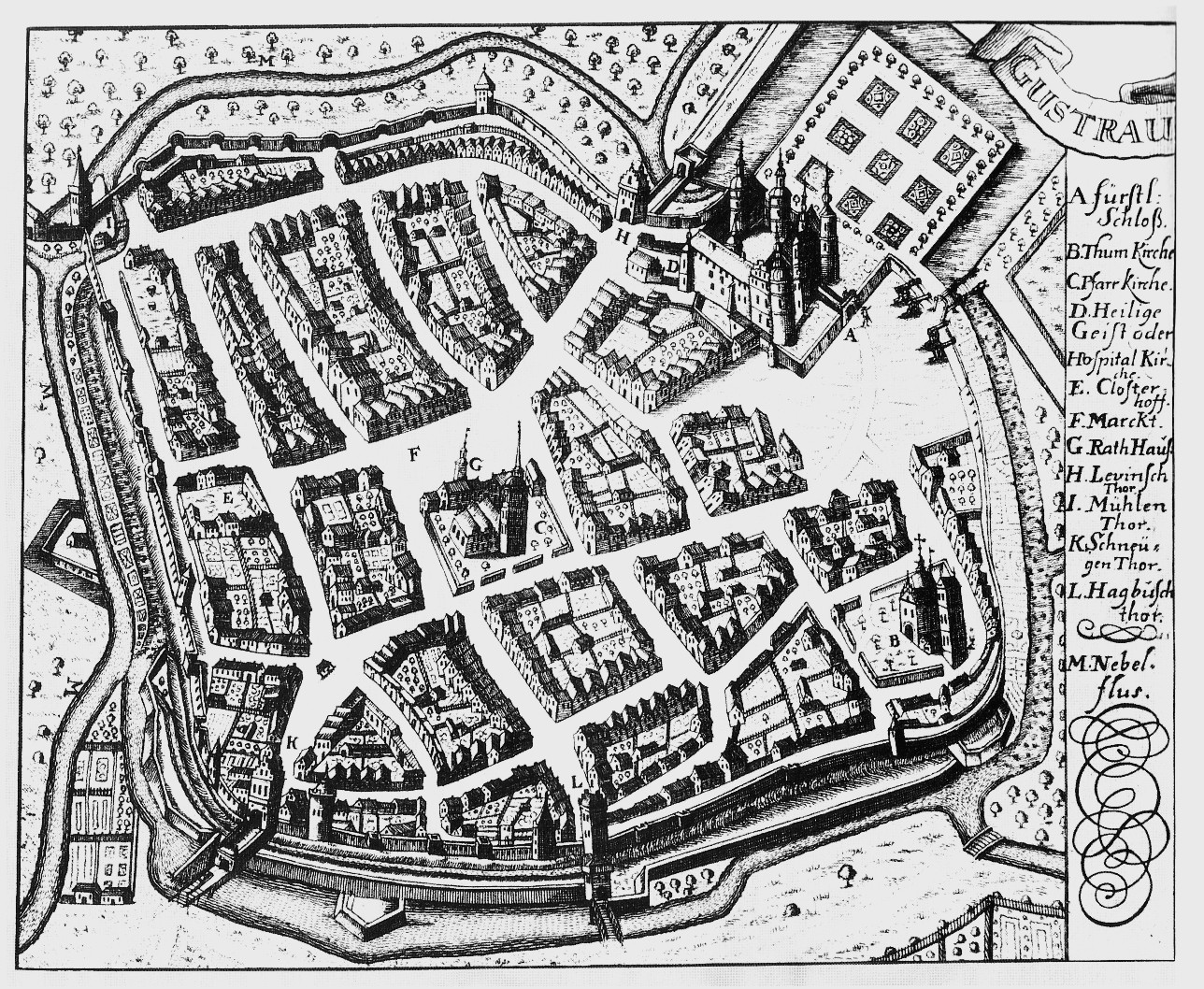
Güstrow 1706; unten: Am Wall

Die Nebenstraßen und Anschlussstraßen wurden benannt als Neue Wallstraße nach der Wallanlage, Hageböcker Straße nach dem Hagebusch, also der Hagebuche bzw. Hainbuche, um 1425 Havelbucksche Strate, Domplatz nach dem mittelalterlichen gotischen Güstrower Dom.

## Geschichte

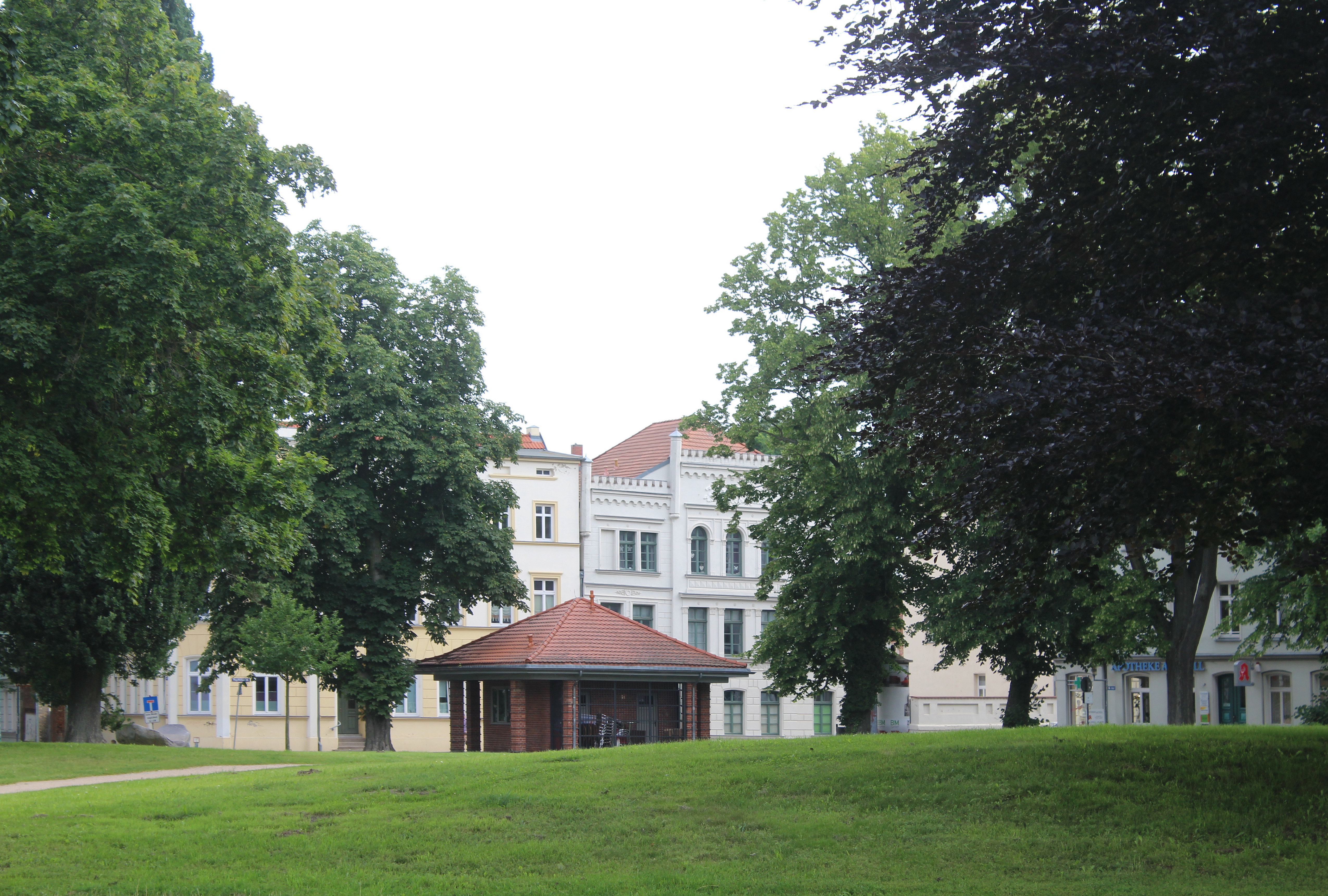
Wall bei der Hageböcker Straße

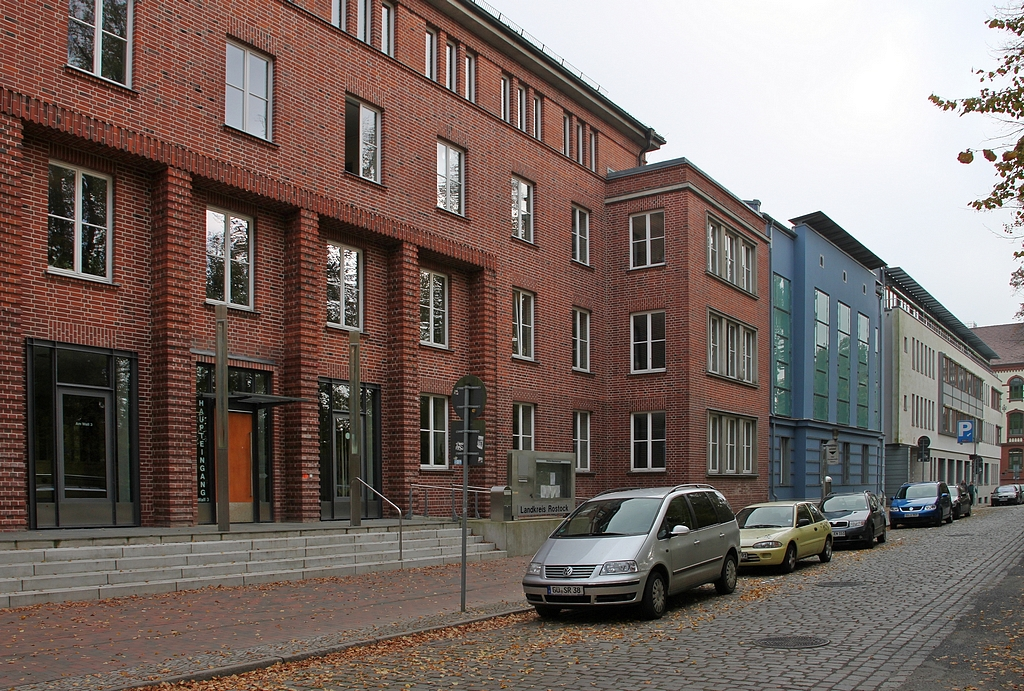
Nr. 3–5: Landratsamt

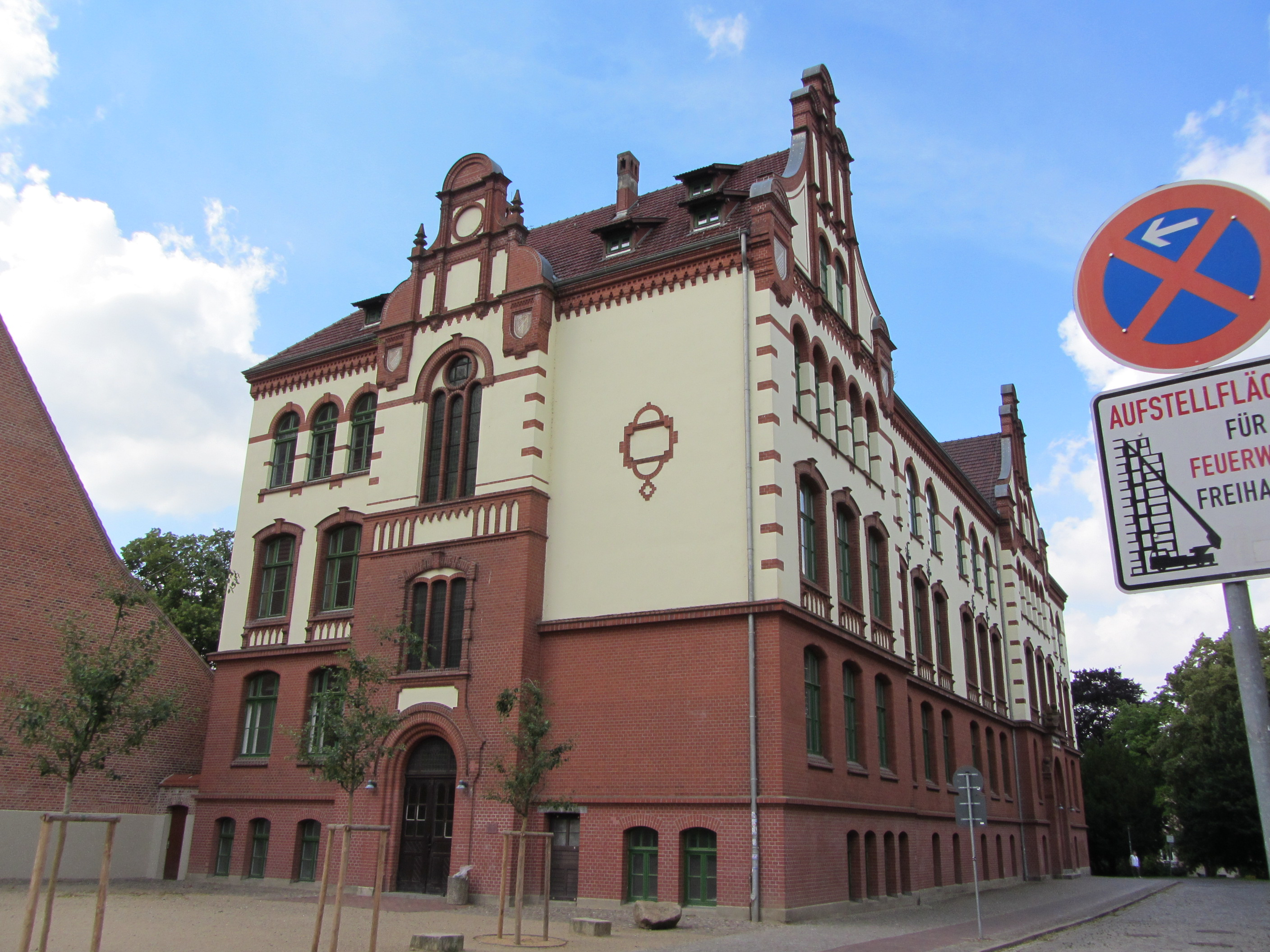
Nr. 6: John-Brinckman-Gymnasium

Die Straße wurde benannt nach den Wallanlagen der Festung mit der Güstrower Stadtmauer.
Güstrow besteht seit um 1100 und war von 1229 bis 1436 sowie von 1556 bis 1695 Residenzstadt. Die slawische Burg und Schloss Güstrow prägten den Ort. Ab etwa 1246 entstand um die Altstadt eine Befestigungsanlage mit der Stadtmauer. Der letzte Güstrower Herzog Gustav Adolf drängte 1660 auf den Ausbau der Stadt zu einer Festung. 1575 wurde die Wallanlage mit ihren Bastionen und dem Stadtgraben erstmals erwähnt. Der Stadtgraben wurde durch den Sumpfsee bewässert. Das Wasser floss im Westen zur nördlichen Nebel. Nach dem Tod des Herzogs (1695) unterblieb der weitere Ausbau der Befestigungen, die daraufhin verfielen. Die Bürger nutzten die verlandeten Flächen als Weide.
Die westliche Bebauung außerhalb der Wallanlage begann ab etwa 1780. Von 1853 bis 1870 kaufte die Stadt das Gelände der Wallanlagen auf und 1870 überließ das Land seine Flächen. Ein Verschönerungsverein wurde gegründet sowie Wege und Bepflanzungen angelegt.
Nach dem großen Stadtbrand von 1503 wurden viele Häuser neu erbaut
Von 1945 bis 1990 schützte eine Mauer in der Wallanlage das Lazarett der sowjetischen Truppen. Dieser Bereich war für die Bevölkerung nicht frei zugänglich.
Ab 1991 wurde die historische Altstadt als früheres Nationales Flächendenkmal und nun Modellstadt der Städtebauförderung saniert und so auch die Straße, die Wallanlage (2013) und ihre Häuser (2010–18).

## Gebäude, Anlagen (Auswahl)
An der Straße stehen überwiegend dreigeschossige sanierte Häuser. Die mit (D) gekennzeichneten Häuser stehen unter Denkmalschutz. Vor 1945 gab es andere Hausnummern.
- Hageböcker Straße Nr. 19: 4-gesch. Wohn- und Geschäftshaus als Eckhaus mit der Apotheke am Wall von 1993, zuvor 2-gesch. Gebäude
- Hageböcker Straße Nr. 98: 11-gesch. Pavillon mit Walmdach
- Park in den Wallanlagen, bis 1993/94 saniert nach Plänen von WES, Hamburg[4]
- Nr. 1: 3-gesch. Wohnhaus mit 2-gesch. Dachhaus (D) mit Praxen (Ärztehaus), unter dem Haus wurden Reste des inneren Grabens der Stadtmauer gefunden
- Nr. 2: 1-gesch. klassizistisches Haus, 1997 saniert für die Uwe-Johnson-Bibliothek (D), zuvor als Nr. 14 u. a. die Reichsbanknebenstelle und von 1923 bis 1945 das Stadtmuseum Güstrow
- Nr. 3–5: 4-gesch. verklinkertes Haus (D), heute Landratsamt des Landkreises Rostock für 112 Gemeinden; zuvor als Nr. 15 seit 1865 1-gesch. historisierende Fest-, Konzert- und Ausstellungshalle für 3000 Zuschauer, im Sommer Lagerhalle für Wolle, später fand u. a. das 1. mecklenburgische Musikfest statt, im Ersten Weltkrieg Speisesaal der Bewachungstruppe des Kriegsgefangenenlagers, 1925 ausgebrannt, 1936 4-gesch. Neubau als Haus der Landesbauernschaft nach Plänen von Adolf Kegebein, 1945–1990 Lazarett der sowjetischen Armee
  - Nr. 5: 4-gesch. Neubau des Landratsamtes von 2001
  - 2-gesch. ehem. Wallhotel mit Mansarddach, dann ab 1853 Realgymnasium mit bemerkenswerter Aula (D), trotzdem Abbruch
  - 2-gesch. Höhere Töchterschule an der Ecke zum Domplatz
- Nr. 6 (früher Nr. 22): 3- und 4-gesch. historisierendes Gebäude von 1906 (D) mit Sockelgeschoss und mehreren prägenden Giebelrisaliten nach Plänen des Landesbaumeisters Raspe:
  - 1906 Realgymnasium für Jungen, ab 1934 John-Brinckmann-Gymnasium (JBG) benannt nach dem Heimatdichter und Lehrer John Brinckman (1814–1870), 1937 Oberschule, ab 1946 John-Brinckman-Oberschule für Jungen und Mädchen, ab Ende der 1960er Jahre Erweiterte Oberschule (EOS), ab 1991 wieder John-Brinckman-Gymnasium[5]

### Denkmale
- Skulptur des Schriftstellers Uwe Johnson von Wieland Förster vor dem John-Brinckman-Gymnasium
- Kriegerdenkmal 1870/1871, 1910 von Wilhelm Wandschneider
- Gedenkstein auf dem Nachtigallenberg für den Antifaschisten (USPD, KPD, MdL Mecklenburg-Schwerin) Willi Schröder (1897–1944 im Konzentrationslager Sachsenhausen)

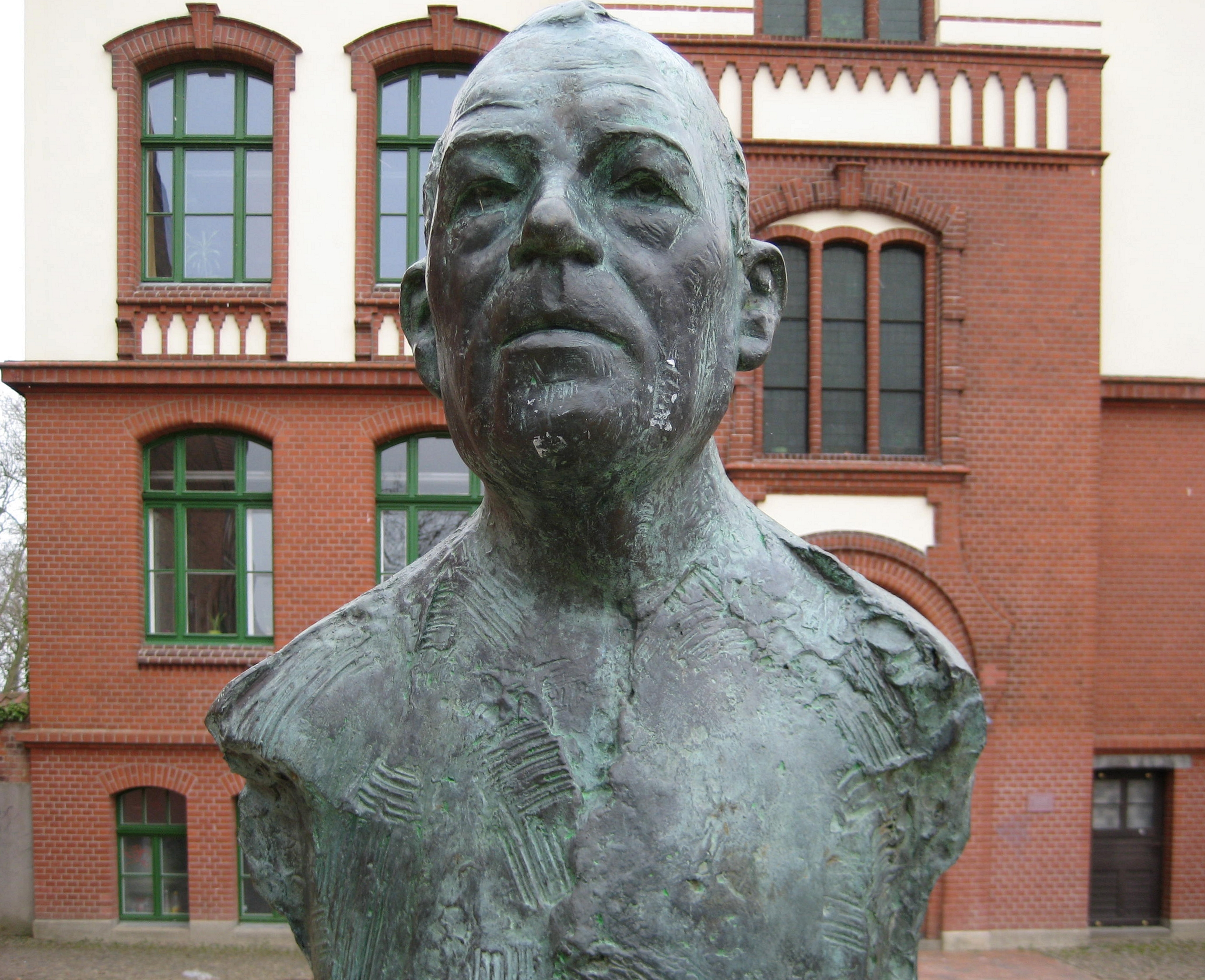
Skulptur Uwe Johnsons
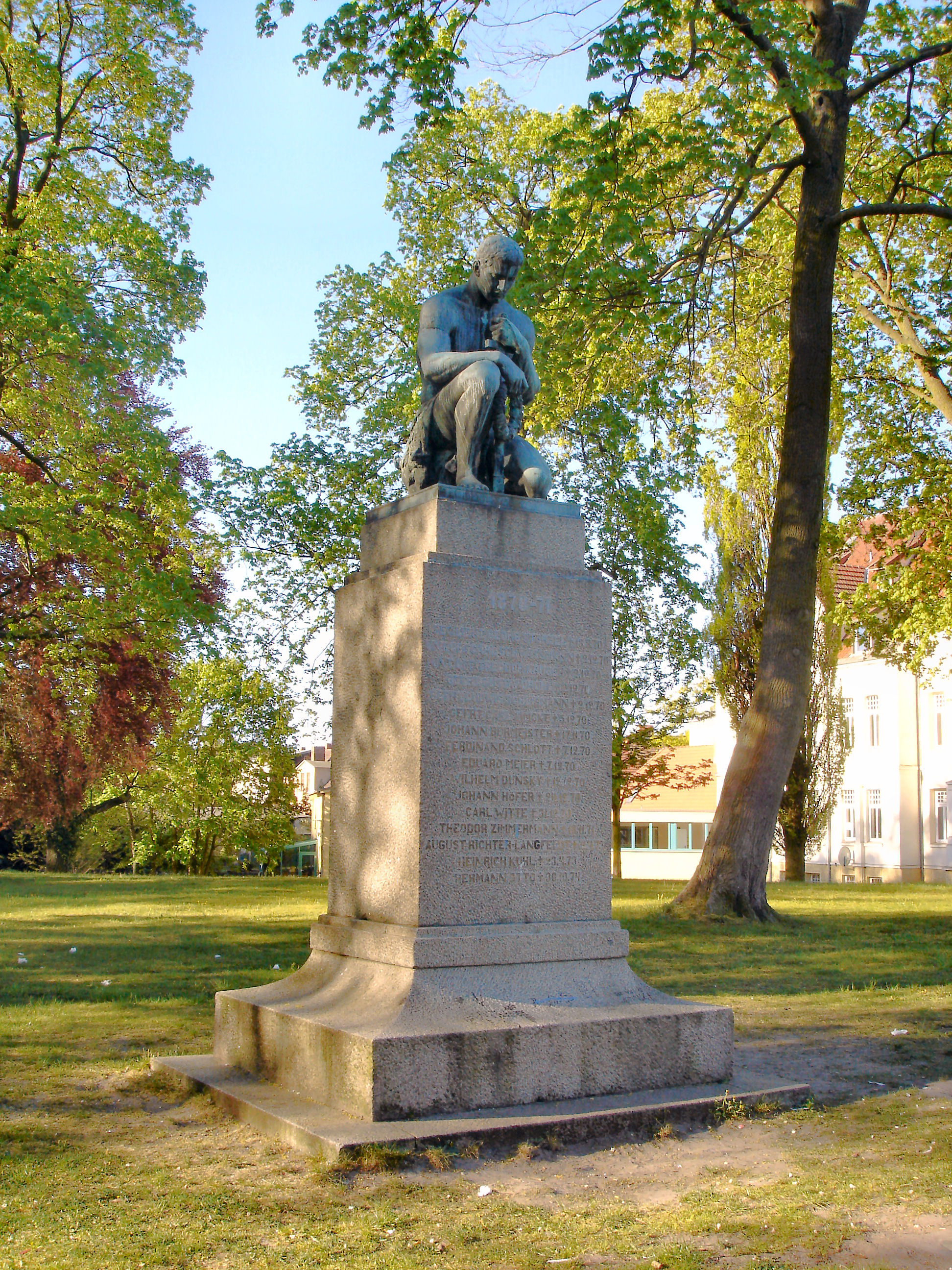
Kriegerdenkmal 1870/1871